# 지느러미
지느러미는 주로 어류 등의 척추 동물이 가진 물 속에서 이동할 때 물을 흘리거나 물줄기를 제어하는 운동기관이다. 몸에서 박막 형태로 돌출된다.

## 종류

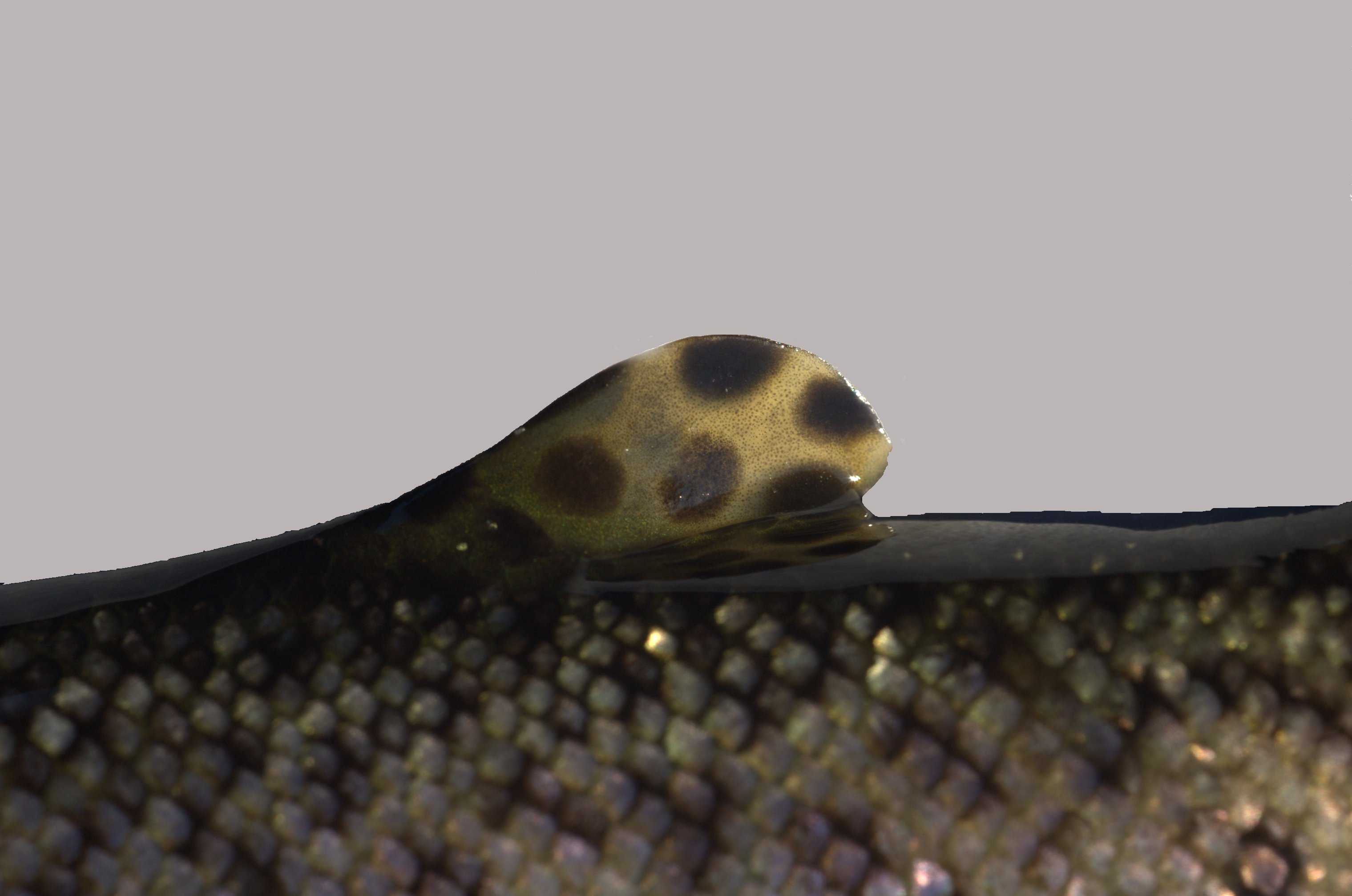
무지개송어의 기름지느러미

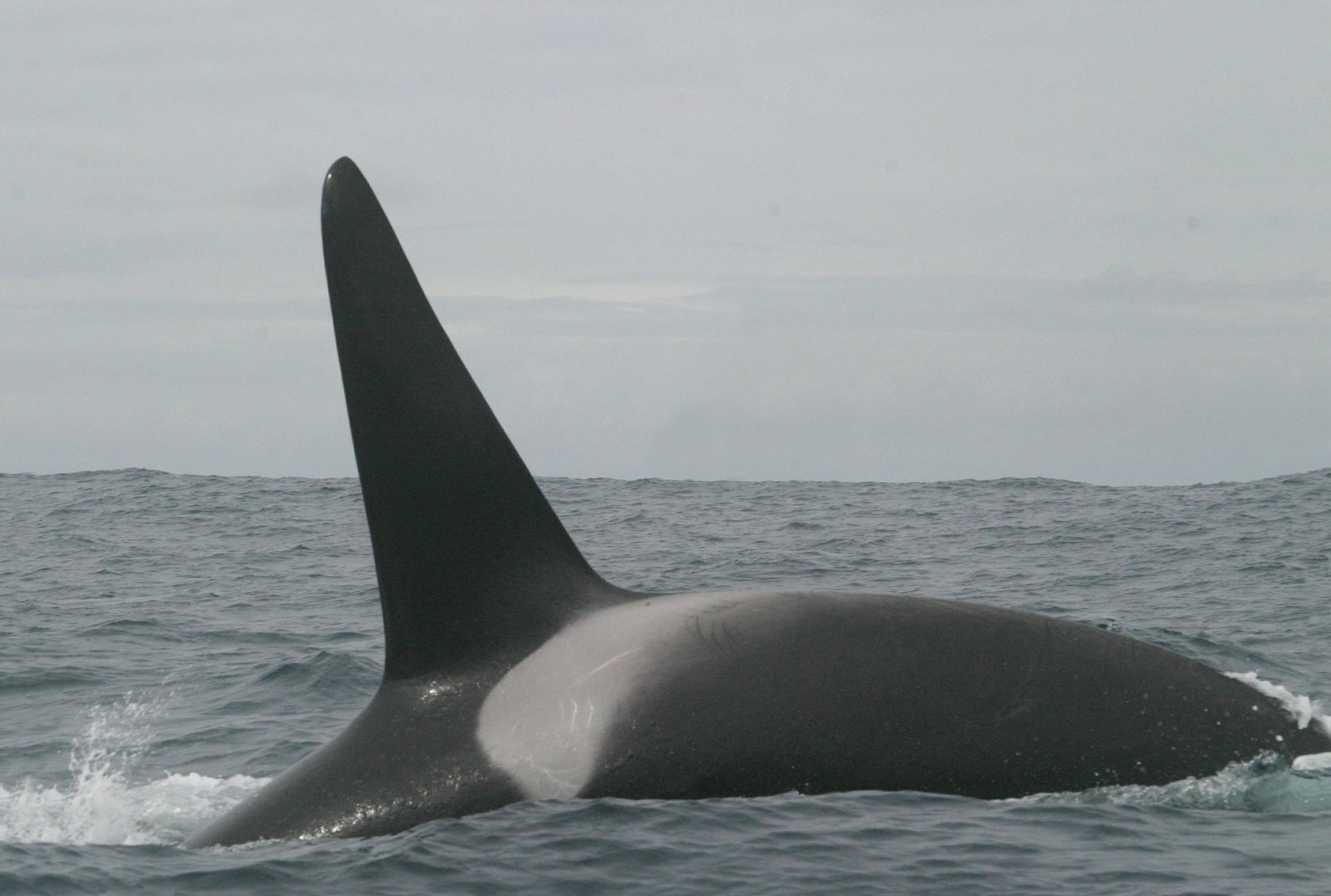
범고래의 등지느러미

물고기는 각 지느러미마다 기능이 있다.

### 가슴지느러미
물고기의 좌우 균형을 잡으며, 배 지느러미는 알을 옮기는 등의 기능을 한다.

### 뒷지느러미
몸의 흔들림을 방지하고 전진운동을 도운다.

### 꼬리지느러미
추진력을 낸다.

### 등지느러미
몸을 지지하고 전진운동을 도우며, 극조와 연조로 나눌 수 있다.

### 기름지느러미
등지느러미 뒤쪽에 있는 지느러미다.

### 배지느러미

샛비늘치과 Lampanyctodes hectoris의 해부도
(3) – 등지느러미 (4) – 기름지느러미, (6) – 꼬리지느러미 (7) – 뒷지느러미, (9) – 배지느러미 (10) – 가슴지느러미

몸의 균형을 잡고, 몸을 나아가게 한다.

## 같이 보기
- 위츠탕